# NGC 2734
NGC 2734 é uma galáxia elíptica (E) localizada na direcção da constelação de Cancer. Possui uma declinação de +16° 51' 51" e uma ascensão recta de 9 horas, 03 minutos e 01,5 segundos.
A galáxia NGC 2734 foi descoberta em 28 de Março de 1864 por Albert Marth.